# Adams megye (Pennsylvania)
Adams megye az Amerikai Egyesült Államokban, azon belül Pennsylvania államban található. Megyeszékhelye és legnagyobb városa Gettysburg. Lakosainak száma 103 852 fő (2020. április 1.). Adams megye Cumberland, York, Carroll, Frederick és Franklin megyékkel határos.

## Népesség
A megye népességének változása:
| Lakosok száma | 101 462 | 101 611 | 101 610 | 101 546 | 102 295 | 103 852 |
|               | 2010    | 2011    | 2012    | 2013    | 2015    | 2020    |